# مانسو (كيبك)
مانسو (بالإنجليزية: Manseau, Quebec)‏ هي بلدية محلية في كيبيك تقع في كندا في Bécancour Regional County Municipality. يقدر عدد سكانها بـ 843 نسمة ومساحتها 107.30 كم2 .